# Hessentag 1968

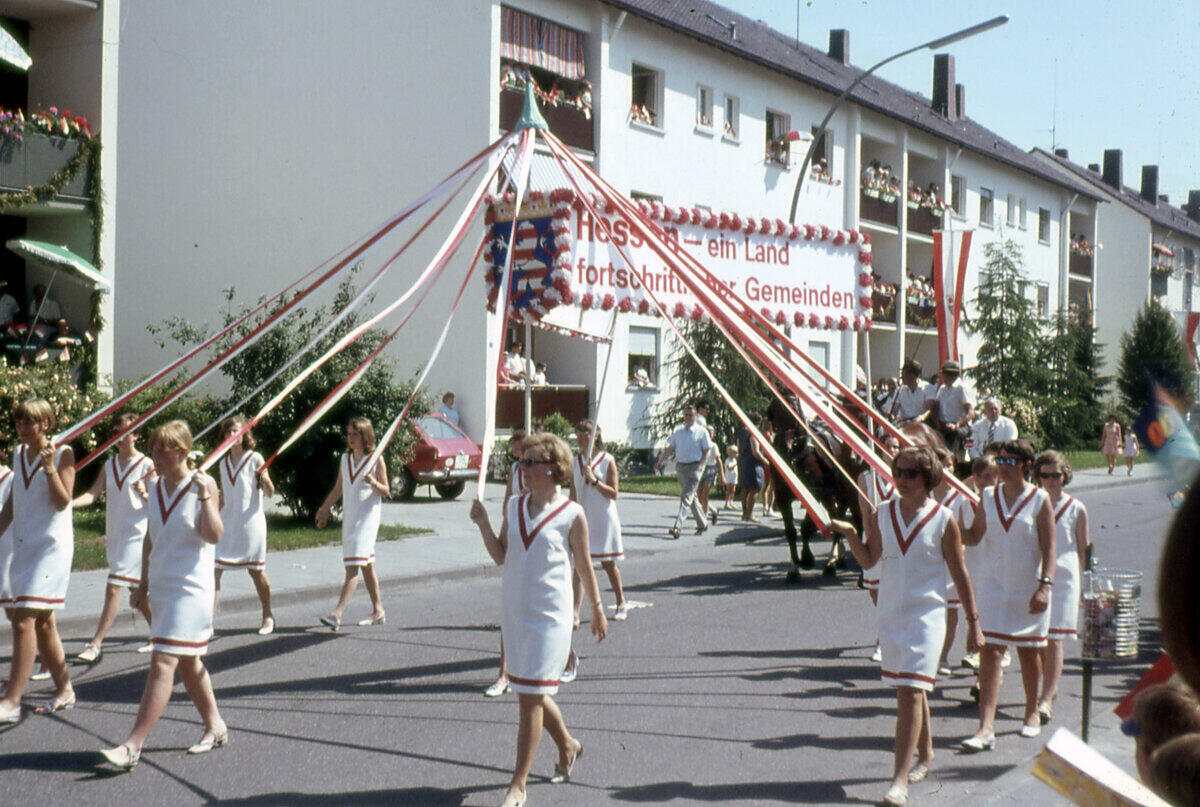
Hessentagsumzug

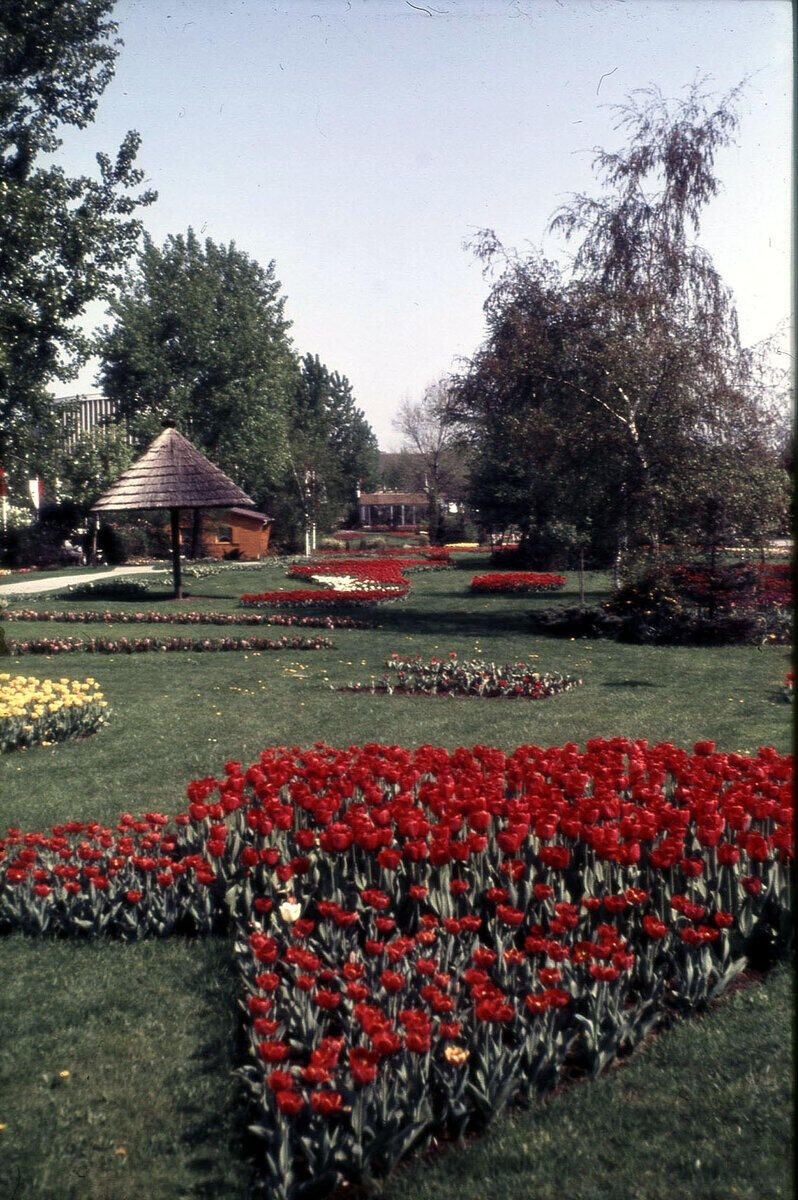
Tulpenschau im Tivolipark

Der Hessentag 1968 war der 8. Hessentag und fand vom 28. bis zum 30. Juni 1968 in Viernheim statt.

## Der Hessentag
Der Hessentag stand unter dem Motto „Singendes, klingendes Hessenland“. Zeitgleich fand das Tulpenfest der Stadt statt. Neben den Tulpen sorgten 1.200 Fahnen für den Schmuck der Stadt. Ministerpräsident Georg August Zinn ehrte die Sieger verschiedener Wettbewerbe, darunter die Landessieger des Wettbewerbs „Die besten Kleinsiedlungen“ oder die der Hessischen Vereinigung für Tanz- und Trachtenpflege. Daneben fanden Sport- und Musikveranstaltungen statt. Den Abschluss des Festes bildete der Festzug und das Feuerwerk.